# Stodółki (Ukraina)
Stodółki (ukr. Стоділки) – wieś na Ukrainie w rejonie lwowskim obwodu lwowskiego.